# Таск Форс 373
Таск Форс 373 (англ. Task Force 373 (TF-373), «Целевая группа 373») — подразделение сил специальных операций США для секретных военных миссий в Афганистане и Пакистане.

## Цели и задачи
Подробное предназначение группы TF-373 в период 2001 — 2021 годы засекречено, скупо декларируется, что направлено оно было на упреждение антитеррористических угроз; борьбу с недружественными к США силами. Вид операций варьируются от захвата и ликвидации лидеров и ячеек террористических организаций, уничтожения их инфраструктуры — до разгрома формирований. TF-373 обладало мандатом Пентагона и ЦРУ на захват и ликвидацию лидеров движения Талибан и Аль-Каида в Афганистане и северо-западном Пакистане.

## Дислокация
«TF-373» базировалось на авиабазе Мармаль под Мазари-Шарифом на севере Афганистана, где находился штаб группировки «Север» ISAF контингента Бундесвер. Имеет 3 базы подскока: Кабуле, Хосте, Кандагаре.

## История
«Целевая группа 373» получила известность после обнародования «Дневника афганской войны» на Wikileaks 25 июля 2010 года.

— TF-373 подчинялось Командованию сил специальных операций Корпуса морской пехоты США. Состояло из сил специального назначения США: 7-й группы спецназа; 160-го авиационного полка специальных операций; Морских котиков ВМС США; морских пехотинцев.
 
В ряде операций TF-373 усиливалась афганским спецназом и целевыми группами «Task Force» других стран коалиции ISAF, к примеру работала в плотном взаимодействии с британской «Task Force 42» (TF-42), включавшей в себя спецназ из Разведывательного полка; Специальной воздушной службы; Специальной службы лодок — в зоне ответственности «Юг» провинции Гильменд.
В операционной деятельности TF-373 работала со списком (JPEL) «Joint Prioritized Effects List» — «Общий список приоритетных целей» — где было представлено 2058 лидеров движения Талибан и Аль-Каида высшего и среднего звена, подлежащих аресту или ликвидации.

Свыше 70 человек списка были уничтожены. На конец декабря 2009 года 757 было арестовано и содержалось в тюрьме на авиабазе США Баграм.

TF-373 обладает собственным парком авиатехники, в их числе: AC-130 Spectre; UH-1 Huey; AH-1 Cobra; MH-47 Chinook

## Резонанс
Известно о случаеях тяжёлых последствий, когда гражданское население, в том числе дети и служащие афганских сил безопасности погибли от действий спецназа TF-373 в ходе их специальных операций.